# Sint-Bernarduskerk (Lambermont)

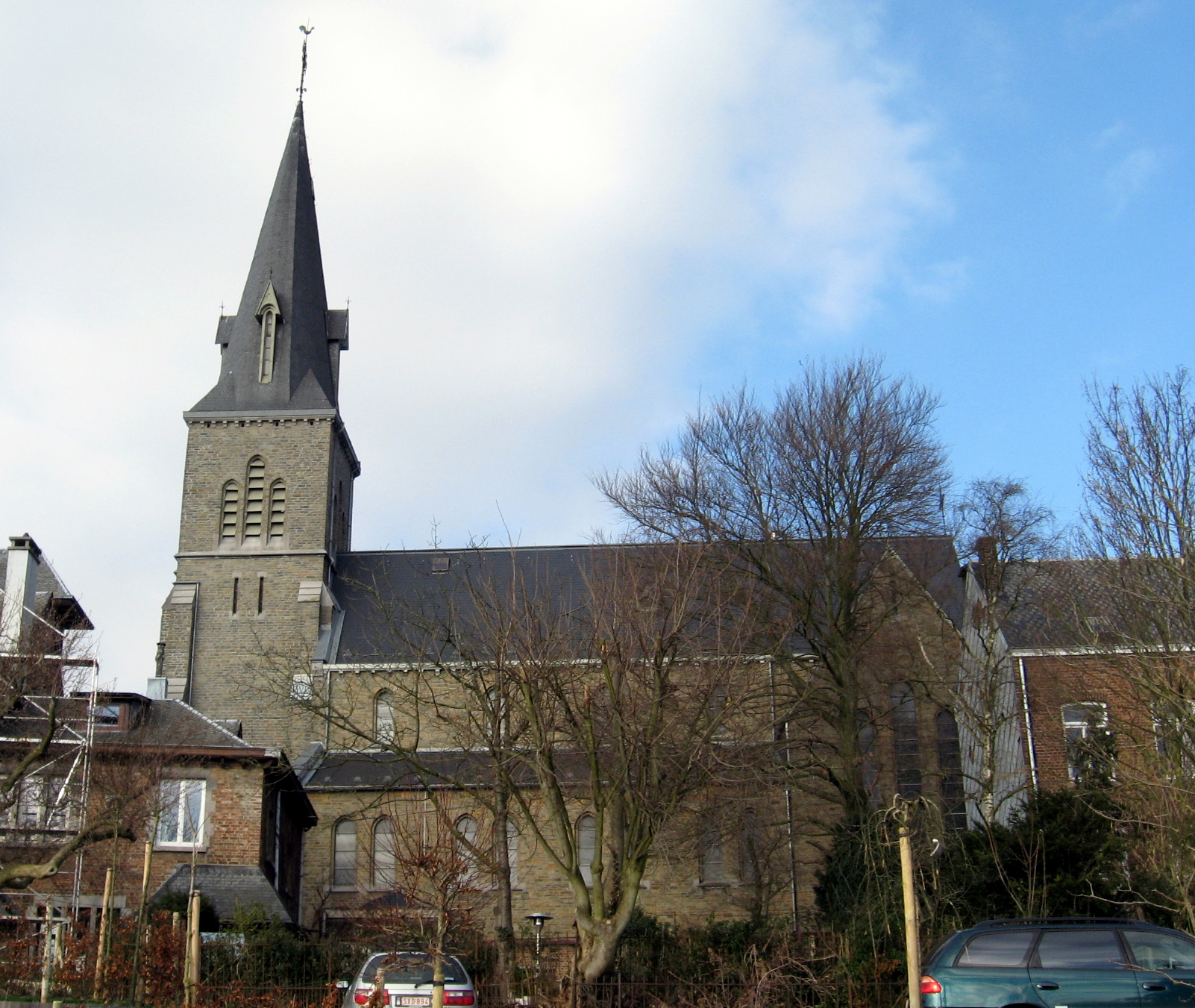
Sint-Bernarduskerk

De Sint-Bernarduskerk (Église Saint-Bernard) is de parochiekerk van de tot de Belgische stad Verviers behorende plaats Lambermont, gelegen aan de Rue Saint-Bernard.

## Geschiedenis
In 1711 werd een kapel opgericht. In 1756 werd in de kapel een relikwie van Sint-Bernardus gebracht en werd de kapel aan deze heilige gewijd. Van 1897-1898 werd de huidige kerk gebouwd naar ontwerp van Lambert Randaxhe.
Het betreft een neogotisch bouwwerk met voorgebouwde toren met achtzijdige spits. Het is een driebeukige kruiskerk met zijkapellen. Het middenschip wordt overwelfd door een houten tongewelf.

## Interieur
De altaren en de preekstoel zijn in neogotische stijl en vervaardigdn door Jan Rooms in 1909. Eén der biechtstoelen is in régencestijl van omstreeks 1750. De andere biechtstoel is neogotisch en door Jan Rooms vervaardigd. Omstreeks 1920 werden muurschilderingen vervaardigd door Charles Meunier. De kerk bezit een aantal heiligenbeelden, zoals van de Heilige Balbina en Sint-Bernardus (beide 1760), en ook diverse kleinere 18e-eeuwse heiligenbeelden, uitgevoerd in gepolychromeerd hout.
Het orgel is van 1906 en werd vervaardigd door Xavier Wetzl. De glas-in-loodvensters zijn van omstreeks 1900, en werden vervaardigd door Gustave Ladon. Zowel orgel als vensters zijn in neogotische stijl.